# Зенаїда Бонапарт

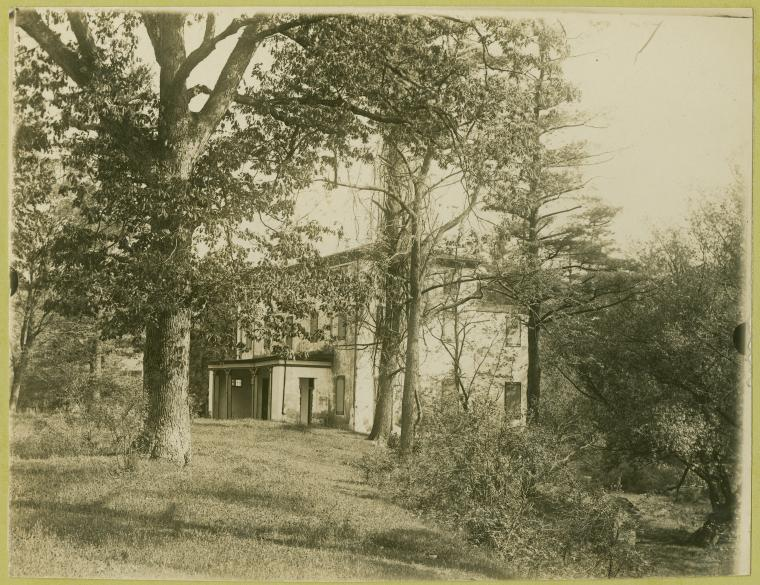
Вид на колишню резиденцію принцеси Зенаїди, Бордентаун, Нью-Джерсі

Зенаїда Летиція Жюлі Бонапарт, принцеса Каніно та Мусіньяно (фр. Zénaïde Laetitia Julie Bonaparte, Princess of Canino and Musignano; 8 липня 1801 — 8 серпня 1854) — французька аристократка, старша донька Жозефа Бонапарта та Жулі Кларі, а також дружина Шарля Люсьєна Бонапарта, який також був її двоюрідним братом.

## Біографія
У 1815 році, коли їй було 14 років, Наполеон запропонував Зенаїді вийти заміж за Фердинанда, скинутого короля Іспанії, але вона цю пропозицію відхилила.
Після падіння її дядька імператора Наполеона в 1815 році її батько переїхав до Америки і придбав маєток «Пойнт Бриз» на річці Делавер поблизу Бордентауна у Нью-Джерсі. Однак Зенаїда та її сестра залишилися з матір'ю в Європі. У 1815—1821 роках вони жили у Франкфурті та Брюсселі, а потім у Флоренції.
29 червня 1822 року в Брюсселі вона вийшла заміж за свого двоюрідного брата Шарля Люсьєна Бонапарта, сина її дядька Люсьєна.
Шарль був орнітологом і назвав на її честь горлицю зенаїду. У них було дванадцять дітей:
| Ім'я                                                                     | Дата народження   | Дата смерті                       |
| ------------------------------------------------------------------------ | ----------------- | --------------------------------- |
| Жозеф Люсьєн Шарль Наполеон Бонапарт, 3-й принц Каніно і Мусіньяно       | 13 лютого 1824    | 2 вересня 1865 (41 вік)           |
| Александріна Гертруда Зенаїда Бонапарт                                   | 9 червня 1826     | 1 травня 1828 (1 рік)             |
| Люсьєн Луї Жозеф Наполеон Бонапарт, 4-й принц Каніно і Мусіньяно         | 15 листопада 1828 | 19 листопада 1895 (67 років)      |
| Жулі Шарлотта Бонапарт                                                   | 5 червня 1830     | 28 жовтня 1900 (70 років)         |
| Шарлотта Гоноріна Джозефіна Пауліна Бонапарт                             | 4 березня 1832    | 1 жовтня 1901 (69 років)          |
| Леоні Стефані Еліза Бонапарт                                             | 18 вересня 1833   | 14 вересня 1839 (5 років)         |
| Марі Дезіре Ежен Джозефіна Філомена Бонапарт                             | 18 березня 1835   | 28 серпня 1890 (55 років)         |
| Августа Амелі Максимільєнна Жаклін Бонапарт                              | 9 листопада 1836  | 29 березня 1900 (63 роки)         |
| Наполеон Шарль Грегуар Жак Філіпп Банапарт, 5-й принц Каніно і Мусіньяно | 5 лютого 1839     | лютого 11, 1899 (у віці 60 років) |
| Батильда Алоїс Леоні Бонапарт                                            | 26 листопада 1840 | 9 червня 1861 (20 років)          |
| Альбертіна Марі Тереза Бонапарт                                          | 12 березня 1842   | 3 червня 1842 (0 років)           |
| Шарль Альберт Бонапарт                                                   | 22 березня 1843   | 6 грудня 1847 (4 роки)            |